# 야니크 베베르
야니크 시릴 베베르(프랑스어: Yannick Cyril Weber, 1988년 9월 23일~)는 스위스의 아이스하키 선수로 포지션은 수비수이다. 현재 스위스 내셔널 리그의 ZSC 라이언스 소속으로 뛰고 있다. 그는 2007년 NHL 드래프트에서 카나디앵 드 몽레알에게 지명되며 내셔널 하키 리그(NHL) 선수 생활을 시작했다. NHL에서 활동하는 동안 카나디앵 드 몽레알, 밴쿠버 커넉스, 내슈빌 프레더터스, 피츠버그 펭귄스 소속으로 뛰면서 총 499경기 출전했다.
스위스 아이스하키 국가대표팀의 일원으로 올림픽에 2번, 세계 아이스하키 선수권 대회에 4번 참가했다.